# نشانگان همولیتیک اورمیک
نشانگان همولیتیک اورمیک (HUS) این سندرم ناشایع از عوارض خطرناک بیماری‌ها به خصوص دیسانتری (اسهال خونی) و گاه شیمی درمانی، لوپوس، پیوند کلیه، بارداری و مصرف برخی دارو‌ها است و بر دستگاه انعقاد خون و کلیه تأثیر دارد. عارضه متعاقب ابتلا به عفونت با شیگلا دیسانتری یا باکتری ای کلای ۷: H157 OE.coli اتفاق می‌افتد. به سه شکل تیپیکال، اتیپیکال و ایدیوپاتیک دیده می‌شود.

## تظاهرات بالینی
علایم کلاسیک سه‌گانه بیماری (hemolytic-uremic syndrome) عبارتند از:
1. آنمی‌همولیتیک
2. ترومبوسیتوپنی
3. نارسایی کلیه

هرچند این عارضه ممکن است خفیف باشد و بیمار به‌سرعت بهبود یابد ولی در موارد شدید به نارسایی کلیه (نیازمند دیالیز (تراکافت)) و حتی مرگ در ۵-۱۰٪ بیماران می‌انجامد. اختلالات انعقادی می‌تواند موجب خون‌ریزی شود و با کاهش تعداد گلبول‌های قرمز همراه باشد. اغلب در موارد شدید بیماری، انتقال خون کامل یا پلاکت ضرورت پیدا می‌کند. درمان صحیح و به‌موقع موجب بهبود کامل بسیاری از بیماران دچار عارضه HUS می‌شود.

## دسته‌بندی
به سه دسته تیپیکال، اتیپیکال و ایدیوپاتیک تقسیم می شود:
۱. کلاسیک HUS+D: اغلب همراه اسهال (به استثنای نادر HUS به دلیل عفونت منتشر شدید ناشی از استرپتوکوک) و عامل بروز آن وروتوکسین به دنبال عفونت روده ای با ای کلای انترهموراژیک ایجاد میشود. آنتی بیوتیک درمانی در ابتدای عفونت با ای کلای انترهموراژیک ریسک ابتلا به HUS را افزایش میدهد. پس از ادامه ی اسهال خونی از یک روز تا چند هفته و بعد از شروع بیماری روده ای با علایم رنگ پریدگی، تحریک پذیری، بیقراری، تشنج، پتشی، ورم و یا دهیدراتاسیون و شایعترین درگیری خارج کلیوی، درگیری سیستم عصبی مرکزی بروز می نماید.
۲. آتیپیکال HUS-D یا aHUS: بدون اسهال، به دنبال عفونتهای تنفسی با پنوموکوک (به علت کمبود فاکتور H ) ، لوپوس، رد کلیه پیوندی، فشارخون بالا، ون ویلی بران، حین بارداری ویا زایمان، قرصهای ضد بارداری، به صورت فامیلیال و یا با استفاده از بعضی داروها مانند سیکلوسپورین، تاکرولیموس و شیمی درمانی دیده میشود.
۳. ایدیوپاتیک HUS: با علت ناشناخته که معمولاً در دوره بیماریهای سیستمیک یا شرایط فیزیوپاتولوژیک مانند بارداری ، پیوند یا مصرف برخی داروها اتفاق می افتد.

## یافته‌های بالینی
اسهال تقریباً 3–8 روز پس از مصرف غذای آلوده آغاز می شود. اسهال در ابتدا آبکی است و بعداً خونین می شود. درد شکم ، حالت تهوع و استفراغ همراه با اسهال است. تب کمتر مشاهده می شود.
HUS در 5-15٪ موارد به دنبال اسهال ای کلای انتروهموراژیک ایجاد می شود. عوامل خطر برای ایجاد HUS شامل سروتیپ باکتریها ، نوع توکسین ، سن بالای ۵ سال ، استفاده از داروهای آنتی بیوتیک و ضد تحرک ، تب ، اسهال شدید ، جنسیت زن ، افزایش تعداد لکوسیت ها و عوامل ژنتیکی می باشد. با این حال ، شواهد کافی برای هیچ یک از آنها وجود ندارد.

## یافته‌های آزمایشگاهی
هنگامی‌که در بیمار مبتلا به دیسانتری، کاهش دفع ادرار و ضایعات خون‌مردگی‌جلدی مشاهده شود، احتمال HUS وجود دارد. در این صورت یافته‌های آزمایشگاهی زیر در تشخیص کمک‌کننده‌است:
الف ـ سطح هماتوکریت خون پایین باشد؛
ب ـ در گستره خون، گلبول‌های قرمز قطعه قطعه شده مشاهده شود؛
ج ـ شمارش پلاکت پایین باشد یا پلاکت در گستره خون محیطی دیده‌نشود؛
د ـ سطح اوره خون یا کراتینین سرم بالا باشد.
کم خونی همولیتیک میکروآنژیوپاتیک: کم خونی در نتیجه آسیب مکانیکی به گلبول های قرمز هنگام عبور از مویرگ های کلیوی انسداد یافته با میکروتروب ها و تکه تکه شدن گلبول های قرمز ایجاد می شود. کم خونی دارای خواص زیر است:
۱. هموگلوبین کمتر از 10 یا اغلب کمتراز 8
۲.سلول های کلاه ایمنی ، اسکیستوسیت ها (گلبول های قرمز تکه تکه شده روی لکه خون محیطی)
۳.کومبس منفی
۴.افزایش رتیکولوسیت ها
۵.ترومبوسیتوپنی کمتر از 40,000 یا گاهی کمتراز 150,000
۶.افزایش سطح دهیدروژناز لاکتیک سرم (LDH
۷.کاهش سطح هاپتوگلوبولین سرم
آسیب حاد کلیه: درگیری کلیوی ممکن است درجات مختلفی داشته باشد. ادم ممکن است شکایت اصلی باشد. مهمترین شاخص آسیب کلیه:
۱.هماچوری
۲. پروتینوری
۳. افزایش کراتینین سرم
۴. افزایش فشار خون
افزایش فشارخون موجب افزایش حجم داخل عروقی یا ایسکمی ناشی از TMA و متعاقبا الیگوری یا الیگوانوری ممکن است رخ دهد. به دلیل آسیب شدید کلیه در بیش از نیمی از موارد دیالیز لازم است. آسیب شناسی کلیه با TMA شریان های گلومرولی و مویرگ های گلومرولی مرتبط است. TMA گلومرولی با ضخیم شدن در دیواره مویرگ ، تورم در سلولهای اندوتلیال و انسداد در لومن مویرگی مشخص می شود.
درگیری دستگاه گوارش:  تهوع، استفراغ، ازدست دادن اشتها، کولیت هموراژیک ، سوراخ ایلئوم / روده بزرگ ، پرولاپسوس راست روده ، کلستاز ، پانکراتیت ، دیابت گذرا و پریتونیت ممکن است رخ دهد.
درگیری سیستم عصبی مرکزی: در 25-30٪ موارد اتفاق می افتد ولی به بندرت ممکن است نکروز قشر مغزی مرتبط با ایسکمی مشاهده شود. بیشترین یافته ها شامل بی حالی ، تحریک پذیری و تشنج می باشد. یافته های ناشایع چون کما ، سکته ، همی پارزی ، ادم مغز، کوری قشر مغز وفشار خون شدید ممکن است منجر به یافته های سیستم عصبی مرکزی شود.
ایسکمی میوکارد: افزایش سطح تروپونین I ممکن است مشاهده شود
درگیری چند عضو: ممکن است مشاهده شود و احتمال مرگ و میر زیاد است. در این سندروم هر بافت یا عضوی ممکن است در ارتباط با TMA تحت تأثیر قرار گیرد.

## درمان
درمان حمایتی با جایگزینی جمع کافی با مایع ایزوتونیک داخل وریدی ، تزریق خون برای آنمی شدید می باشد.
اجتناب از دیگر مواد نفروتوکسیک ( برای مثال داروهای ضد التهابی غیر استروئیدی ، آنتی بیوتیک‌های آمینوگلیکوزیدی ، مواد حاجب یددار) .
معمولا تزریق پلاکت به دلیل احتمال تشدید ترومبوز عروق کوچک توصیه نمی‌شود.
درمان آنتی بیوتیکی درصورت بروز اسهال خونی توصیه نمی گردد.
اثبات شده است کورتیکواستروئیدها، ضد انعقادها (آسپرین ، هپارین) ، ترکیبات ترومبولیتیک و پلاسما در درمان مؤثر نیستند.
در سال ۱۳۹۰ و طی همه‌گیری باکتری اکولای نو در اروپا، این نشانگان دیده شد. در ژانویه ۲۰۱۵ (بهمن ۱۳۹۳) اکولیزوماب، یا دارویی که به «سولیریس» موسوم است، از سوی وزارت بهداشت بریتانیا اجازه ورود به بازار را یافت. تأمین این دارو که به گفته مقامات بهداشتی بریتانیا گران‌ترین داروی جهان است، ۸۲ میلیون پوند در سال هزینه خواهد داشت. این دارو می‌تواند بیماران همولیتیک اورمیک را از خطر مرگ نجات دهد.